# アメリカ合衆国憲法修正第18条
アメリカ合衆国憲法修正第18条（Eighteenth Amendment, Amendment XVIII）は、飲料用アルコールの製造・販売等を禁止した、かつてのアメリカ合衆国憲法の修正条項の一つ。
1933年にアメリカ合衆国憲法修正第21条の批准によって廃止された。
日本では、修正第18条と、この修正条項を実施するための法律であるボルステッド法とを明確に区別することなく禁酒法（きんしゅほう）と呼ぶことが多い。

## 経緯
ピューリタン（清教徒）の影響が強かったアメリカ合衆国では、アルコールに対する強い批判があり、1851年にメイン州で最初の禁酒法が制定されたのを皮切りに、20世紀初頭までに18の州で禁酒法が実施された。宗教的理由に加え、男性が（不健全な）酒場に入り浸り家庭生活に支障をきたすことに対する女性からの批判は大きく、女性を中心とする禁酒運動は根強かった。そこに第一次世界大戦の開戦に伴い、戦時の穀物不足を予防するという経済的な動機が出現し、全国的な禁酒法制定への機運が盛り上がった。なお、そこには酒造・酒販業界を牛耳るドイツ系アメリカ人への反発感情もあったと見る向きもある。
第一次世界大戦下では強力な戦時統制が確立し、その一環としての戦時限定の禁酒法も制定された。一方で、平時における合衆国議会による民間に対する規制立法は、憲法の州際通商条項などを根拠とする必要があった。しかし、酒類は必ずしも州境をまたいで取引されるとは限らないため、合衆国議会による平時の禁酒立法は違憲となる可能性があった。そのため、合衆国議会に禁酒法制定権限を与える憲法修正の動きが起こった。これに対してウッドロウ・ウィルソン大統領はアルコール度2.75%以下の酒類の除外を議会に働きかけたが失敗した。全面的禁酒権限を定めるこの修正条項は1917年12月18日に合衆国議会により提案されたが、これは批准完了期限（提案から7年）を定めた初めての憲法修正案であった。期限内の1919年1月16日に3/4の州（当時36州）による批准が完了し修正第18条として成立した。この時点で第一次世界大戦は終結しており、憲法修正を受け合衆国議会はボルステッド法を制定し、翌1920年からアメリカ全土で施行された。
禁酒法では、飲料用アルコールの製造・販売・運搬等が禁止されたが、自宅内における飲酒は禁止されなかったので、多くの富裕層は施行前に酒を大量に買い溜めしていた。

## 問題
憲法修正第18条の執行法であるボルステッド法は、実際には抜け穴が多かったザル法であり、上手く機能しなかったと言われている。飲酒禁止によって犯罪を抑止しようとしたが、かえって酒をめぐる犯罪が増加したためである。

### 例
1. 隣国カナダからの輸送を取り締まらなかった。カナダで合法的に販売された酒類は爆発的に売れ、アメリカ合衆国へと持ち込まれることになった。これによりカナダの経済は非常に潤い、カナディアン・ウイスキーの人気が高まった。
2. 禁酒法の執行官の待遇が悪かった。彼らは、薄給で特別な資格も持たず、密造・密売業者やそれを纏めるギャングら（アル・カポネ等）によって容易に買収された。
3. 密造酒による失明や死亡、密売に関わるギャングやマフィア同士の抗争による、治安の悪化も問題となった。
4. 不健全な酒場を廃止することが目的の一つだったにもかかわらず、より不健全な非合法酒場が横行した。
5. 世界恐慌で景気が後退すると、財政難の中で、密売酒・密造酒が課税されないことが、大きくクローズアップされるようになった。
6. 医療目的と称して薬局を通すと、ウイスキーを手に入れることができた。ちなみに、病院に行けば、医師は1枚2ドルで処方箋を書いていた。

## 廃止

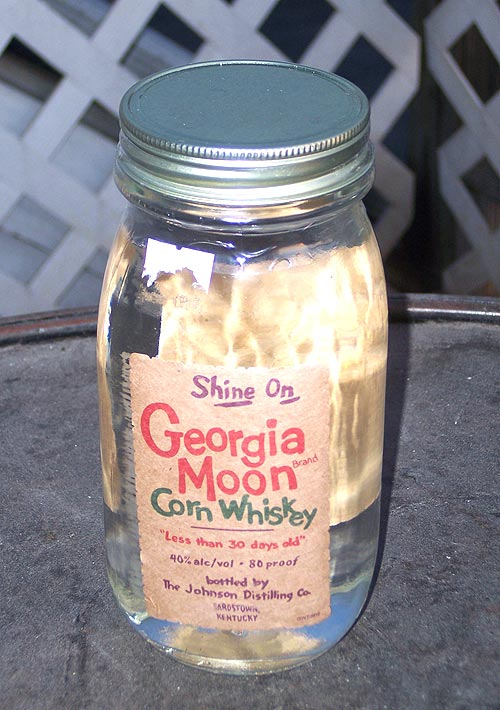
禁酒法時代の密造酒を模したコーンウイスキー

フランクリン・ルーズベルトがアメリカ合衆国大統領に当選すると、かねてからの公約通り、禁酒法の廃止へと動いた。そして、1933年2月17日に、アルコール度数3.2%以下の酒類の販売を認めるブレイン法 (Blaine Act) が連邦議会で可決された。さらに、2月28日には、修正第18条を廃止する修正第21条が可決され、12月5日に施行された。
禁酒法が施行されていた期間は、13年10か月。フーヴァー大統領が「高貴な実験」と呼んだ禁酒法は、悪法の代名詞として後世に記憶された。
アメリカでは現在でも、18州が酒類の販売を州営の店舗等、特定店舗のみに規制している (Alcoholic beverage control states)。また、酒類販売を全面的に禁止したり、様々な制約を設けている禁酒郡（ドライ・カウンティ、dry county) も、南部及び中西部を中心に多数存在する。アメリカン・ウイスキーの中には、あえて熟成せずメイソンジャーに入れるなどし、禁酒法時代の密造ウイスキーを模した銘柄も販売されている。

## 禁酒法時代を扱った作品

### 文学
- 「グレート・ギャツビー」： F・スコット・フィッツジェラルド作。

### 映画・テレビドラマ・アニメ
- アンタッチャブル (テレビドラマ)
- アンタッチャブル (映画)

（連続テレビドラマとしても、1950年代後半～1960年代前半に放送され、また、1990年代にも、リメイク版の連続テレビドラマシリーズとして放送されている）
- 91Days・・・禁酒法時代を舞台に、家族を殺害された主人公が復讐に至る91日間を描いた、完全オリジナルテレビアニメ
- お熱いのがお好き

マリリン・モンローの代表作の一つとして有名
- ダウンタウン物語
- ワンス・アポン・ア・タイム・イン・アメリカ
- ペーパー・ムーン
- ミッドナイト・クラッシュ

### ゲーム
- Mafia: The City of Lost Heaven
- エル・ヴィエント・・・ウルフチーム製作のメガドライブ用アクションゲーム。「アーネスト＝エヴァンス」シリーズの一作で、大爆発の演出や高速移動、クトゥルー神話にも題材を求めた世界観が印象的であった。
- HARD TIMES・・・イタリアのプレイマーク社が発表した業務用アクションシューティングだが、内容はTAD社の「ブラッドブラザーズ」のデッドコピー基板。日本国内ではロケテストのみに留まった。
- シャドウハーツ・フロム・ザ・ニューワールド・・・登場人物の1人であるマオは酔拳を駆使する。それは、彼女がネコであるが故に禁酒法を免れているから。